# Tlachiultepec de Ahuayucan
Tlachiultepec de Ahuayucan är en ort i Mexiko.   Den ligger i kommunen Xochimilco och delstaten Distrito Federal, i den sydöstra delen av landet, 25 km söder om huvudstaden Mexico City. Tlachiultepec de Ahuayucan ligger 2 613 meter över havet och antalet invånare är 161.
Terrängen runt Tlachiultepec de Ahuayucan är huvudsakligen kuperad, men norrut är den platt. Terrängen runt Tlachiultepec de Ahuayucan sluttar norrut. Runt Tlachiultepec de Ahuayucan är det mycket tätbefolkat, med 2 431 invånare per kvadratkilometer. Närmaste större samhälle är Iztapalapa, 17,4 km norr om Tlachiultepec de Ahuayucan. I omgivningarna runt Tlachiultepec de Ahuayucan växer huvudsakligen savannskog.